# Oreidis Despaigne
Oreidis Despaigne é um judoca cubano, atual campeão Pan-Americano da categoria -100.

## Medalhas
- Bronze nos Jogos Pan-Americanos de 2003
- Bronze no Campeonato Mundial de Judô de 2007
- Ouro nos Jogos Pan-Americanos de 2007[1]